# Илькульган
Илькульган — село в Шарлыкском районе Оренбургской области, административный центр Илькульганского сельсовета. 

## География
Находится на расстоянии примерно 10 километров по прямой на юго-запад от районного центра села  Шарлык.

## История
Основано село в 1826 году переселенцами из Рязанской губернии, изначальное название Никольское. 

## Население
Население составляло 431 человек в 2002 году (русские 95%),  373 по переписи 2010 года.